# Хейг, Стивен
Стивен Хейг (англ. Stephen Hague; род. в 1960 г.) — американский музыкальный продюсер, одна из ключевых фигур электро-попа второй половины 1980-х.
Музыкальная карьера Хейга началась в середине 1970-х годов. Он работал в качестве сессионного музыканта, играл на клавишных и принял участие в записи альбомов Уолтера Игана, группы Jules and the Polar Bears и Рика Окасека.
В качестве музыкального продюсера Стивен Хейг дебютировал в 1985 году, записав пластинку Crush британской синти-поп-группы Orchestral Manoeuvres in the Dark. Годом позднее он выпустил с O.M.D. ещё один лонгплей Pacific Age. Большая известность пришла к Хейгу после выхода дебютного студийного альбома Please (1986) британского дуэта Pet Shop Boys. В конце 1980-х Стивен Хейг сотрудничал с группами New Order и Erasure, выпустив целый ряд хитовых композиций и зарекомендовав себя в качестве ведущего продюсера, работающего с исполнителями электронной музыки в жанре синти-поп. Среди прочих исполнителей в его портфолио — Питер Гэбриел, Робби Робертсон, The Pretenders, Робби Уильямс и многие другие.
В девяностые годы карьера Хейга пошла на спад в связи с падением интереса к электронной музыке и ростом гранжа.